# Древняя Русь и Великая степь
«Дре́вняя Русь и Вели́кая степь» — книга советского и российского историка и географа Льва Николаевича Гумилёва, посвящённая вопросу взаимоотношений Древней Руси и её соседей, главным образом — кочевников Великой степи, с древнейших времён до Нового времени. Лев Гумилёв попытался из разрозненных, внешне не взаимосвязанных событий, череды набегов, войн и периодов мирной жизни создать целостную картину древнерусской и степной этнической истории, основанную на разработанной им, но отвергнутой учëными концепции, которой он дал название пассионарная теория этногенеза. Учёные рассматривает пассионарную теорию как выходящую за рамки науки, квазинаучную или псевдонаучную.

## Аргументация
Лев Гумилёв утверждал, что посвятил свою жизнь изучению этнической истории, поскольку она подразумевает не только установление хронологического порядка событий, а также является функцией природного процесса этногенеза и изучает естественно сложившиеся несоциальные коллективы людей — различные народы, этносы. К тому же в истории человечества не все эпохи равно освещены. Там, где исторические процессы протекали без нарушений со стороны враждебных соседей, историкам было легко восстановить картину прошлого: было достаточно лишь зафиксировать трагические последствия столкновений между государствами или этносами. Но там, где события развивались в зоне антагонистического контакта, уловить закономерность представлялось весьма трудным.
Именно в прошлом лежат корни наших сегодняшних национальных противоречий. Прослеживая их историческое развитие, можно отыскать безболезненно пути их решения.Л. Н. Гумилёв
К одной из таких исторических лакун он отнёс период IX—XII веков в Юго-Восточной Европе. По мнению Льва Гумилёва, несмотря на тот факт, что историкам удалось проследить многочисленные контакты славян с русами, кочевников с оседлыми, христиан с язычниками, хазар с евреями, в их работах полностью отсутствовало понимание этого периода как ряда закономерных процессов биосферы и социосферы. Поэтому в 1989 году он опубликовал свою книгу «Древняя Русь и Великая степь», которая несколько отличается от классических трудов по истории России. Русская история IX—XIV веков рассматривается автором с точки зрения пассионарной теории этногенеза, основоположником которой был сам Лев Николаевич Гумилёв. Её характерной особенностью является рассмотрение истории этноса под воздействием трёх параметров: пространственного (географический ландшафт), временного (фазы этногенеза) и контактного (взаимодействие с другими этническими системами). Особое внимание в своей работе Гумилёв уделил таким темам как взаимоотношения Древней Руси и хазарского каганата, упадок Древней Руси в XIII веке, взаимоотношения Руси и Золотой Орды, развитие русского западничества.

## Основная терминология
В своей монографии «Древняя Русь и Великая степь» Гумилёв утверждает, что история русского этноса подразделяется на историю Древней Руси и России. Оба этих периода возникли в результате двух разных взрывов пассионарности. Пассионарность — это эффект избытка биохимической энергии живого вещества, который порождает стремление (как осознанное, так и неосознанное) к целенаправленной деятельности ради иллюзорной цели. Пассионарный импульс присущ каждому представителю этноса, но уровень пассионарности может различаться. Поэтому автор вводит подразделение на пассионариев (особей, чей пассионарный импульс превышает величину импульса инстинкта самосохранения), гармоничных особей (людей, чей пассионарный импульс гармонирует с инстинктом самосохранения) и субпассионариев (особей, чей инстинкт самосохранения превалирует над пассионарным импульсом). Взрыв пассионарности, который породил Древнюю Русь, произошёл в I веке н. э. и начал своё движение от Южной Швеции (движение готов) к устью Вислы и Карпатам, где в то время проживали предки славян. Именно этот славяно-готский этногенез и стал причиной дальнейшего возникновения Древней Киевской Руси. Также центральное место в работе Гумилёва занимает теория о фазах этногенеза, поскольку именно эти циклы и являются определяющими факторами исторического развития того или иного этноса.
Этногенез – момент возникновения и весь процесс исчезновения этнической системы под влиянием энтропийного процесса потери пассионарности.

### Фазы этногенеза в хронологическом порядке
Гомеостаз — полный баланс этноса с окружающей средой.
Фаза подъёма — постепенное увеличение числа пассионариев вследствие пассионарного толчка или генетического дрейфа.
Фаза акматическая — колебания пассионарного напряжения в этнической системе на максимальном уровне, вследствие чего эта система выходит из своих природных границ и расширяет ареал этноса.
Фаза надлома — резкое снижение уровня пассионарного напряжения, сопровождающееся расколом этнического поля.
Фаза инерции — плавное снижение пассионарного напряжения этнической системы, сопровождающееся сокращением числа пассионариев и увеличением числа субпассионариев.
Фаза обскурации — уровень пассионарного напряжения ниже уровня гомеостаза, субпассионарии численно преобладают над пассионариями, вследствие чего возможны либо гибель этнической системы, либо её превращение в реликт.
Фаза мемориальная — лишь отдельные представители этноса ещё сохраняют культурные традиции и память о прошлых свершениях.

## Новизна концепции
Лев Гумилёв не был основоположником концепции евразийства — она возникла в первой половине XX века и её источниками стали труды П. Н. Савицкого и Г. В. Вернадского. Но он поставил перед собой абсолютно новую задачу — проследить сводную этническую историю всей Евразии. В книге «Древняя Русь и Великая степь» автор утверждает, что никакого монголо-татарского ига не было, а вместо этого был симбиоз русских и монголо-татар. Концепция борьбы Руси и Степи возникла, по мнению Гумилёва, лишь в оправдание отсталости России от стран Западной Европы. Сам автор эту «отсталость» объяснял разницей в возрасте. Согласно его теории, толчок, повлекший за собой рождение западноевропейского («христианского») мира, произошёл ещё в VIII веке н. э. В свою очередь «русский» пассионарный толчок имел место только в XIII веке, то есть по отношению к Европе русский суперэтнос моложе на целых 500 лет, и поэтому отсталость России, по Гумилёву, явление вполне объективное.

## Критика
Взгляды Гумилёва, выходившие далеко за рамки традиционных научных представлений, вызывают споры и острые дискуссии среди историков (Б. А. Рыбаков, Я. С. Лурье), этнографов (Ю. В. Бромлей, В. И. Козлов) и др. По их мнению, работа Гумилёва — это не более чем «художественная литература» или «историческая беллетристика», поскольку она не только теоретически уязвима, но и фактически неверна. Лев Гумилёв сам не раз заявлял, что при написании книги мало опирался на источники или пользовался ими весьма выборочно, утверждая, что историческое источниковедение, названное им «мелочеведением», отвлекает от самого предмета исследования. Например, в монографии «Древняя Русь и Великая степь» автор, пользуясь пробелами в летописной истории, иногда сам додумывал те или иные обстоятельства. Полное отрицание половецкой опасности в XII веке и попытка автора преуменьшить последствия татаро-монгольского вторжения в XIII веке не были подтверждены ни одним летописным источником, и поэтому, по мнению критиков, объясняются лишь предвзятой мыслью автора.
Положенные в основу пассионарной теории этногенеза идеи советского учёного-биофизика А. Л. Чижевского ещё в 1930-е годы подверглись обоснованному сомнению и осуждению со стороны советской академической науки, а созданная Чижевским лаборатория по ионификации в 1936 году была расформирована.

## Издания
Монография впервые опубликована была в 1989 году московским издательством «Мысль» ограниченным по тем временам тиражом в 50 000 экз. и сравнительно быстро разошлась. Популярности первого издания способствовало предварявшее его предисловие академика Д. С. Лихачёва, хотя и содержавшее осторожную критику теории автора, в целом выдержанное в благожелательных тонах. Начиная с 1992 года было выпущено не менее 20-ти переизданий книги, практически без изменений, дополнявшихся лишь новыми иллюстрациями, картами, схемами и научно-справочным аппаратом.

## Публикации
- Гумилёв Л. Н. Древняя Русь и Великая степь. — М.: Астрель, 2012. — 839, [9] с.
- Гумилёв Л. Н. Меня называют евразийцем. Интервью // Журнал «Наш современник». — 1991. — № 1. — С. 62–70.